# Chardonnay
Chardonnay là một xã ở tỉnh Saône-et-Loire trong vùng Bourgogne-Franche-Comté của Pháp. Theo điều tra dân số năm 1999, xã này có dân số 162.
Ước tính dân số năm 2007 là 169.